# Gottfried Honegger
Gottfried Honegger (Zürich, 12 juni 1917 – aldaar, 17 januari 2016) was een Zwitserse schilder, beeldhouwer en graficus.

## Leven en werk
Honegger bezocht op vijftienjarige leeftijd de Kunstgewerbeschule in zijn geboortestad Zürich. Vanaf 1937 was hij als docent aan ditzelfde opleidingsinstituut verbonden. Hij was vanaf 1938 als zelfstandig kunstenaar (schilder) werkzaam.
In 1958 vertrok Honegger naar New York, waar hij als reclametekenaar werkte. In 1960 volgde zijn eerste solo-expositie bij de Martha Jackson Gallery in New York. Deze tentoonstelling was daarna te zien in Parijs. In hetzelfde jaar besloot Honegger terug te keren naar Europa en zijn leven in dienst te stellen van de kunst. Hij was werkzaam in Zürich en Parijs. Vanaf 1968 was Honegger schilder én beeldhouwer.
Honegger exposeerde veelvuldig in Europa en de Verenigde Staten. Hij was in 1975 deelnemer aan de Biënnale van São Paulo in Brazilië.
Met Max Bill en Richard Paul Lohse behoorde Honegger tot de belangrijkste Zwitserse vertegenwoordigers van de zogenaamde concrete kunst (Art Concret). Hij was in 1990 de stichter van de Espace d'Art Concret in Mouans-Sartoux, Frankrijk. In 1997 creëerde Honegger het kunstproject Culur (Reto-Romaans voor kleur) in Zwitserland. Een installatie, bestaande uit 10 zuilen in de regenboogkleuren, waarvan er 9 geplaatst zijn op de stuwdam en 1 in het dal bij de plaats Maloja in het Zwitserse kanton Graubünden. In 2010 was het werk van Honegger te zien bij de Stiftung für Konkrete Kunst Roland Phleps in Freiburg im Breisgau. In 2013 ontwierp hij achttien glasramen voor de bovenlichten van de Sint-Pauluskathedraal van Luik.
Gottfried Honegger woonde en werkte in Cannes tot hij met pensioen ging. Hij overleed op 98-jarige leeftijd in zijn geboorteplaats.

## Fotogalerij

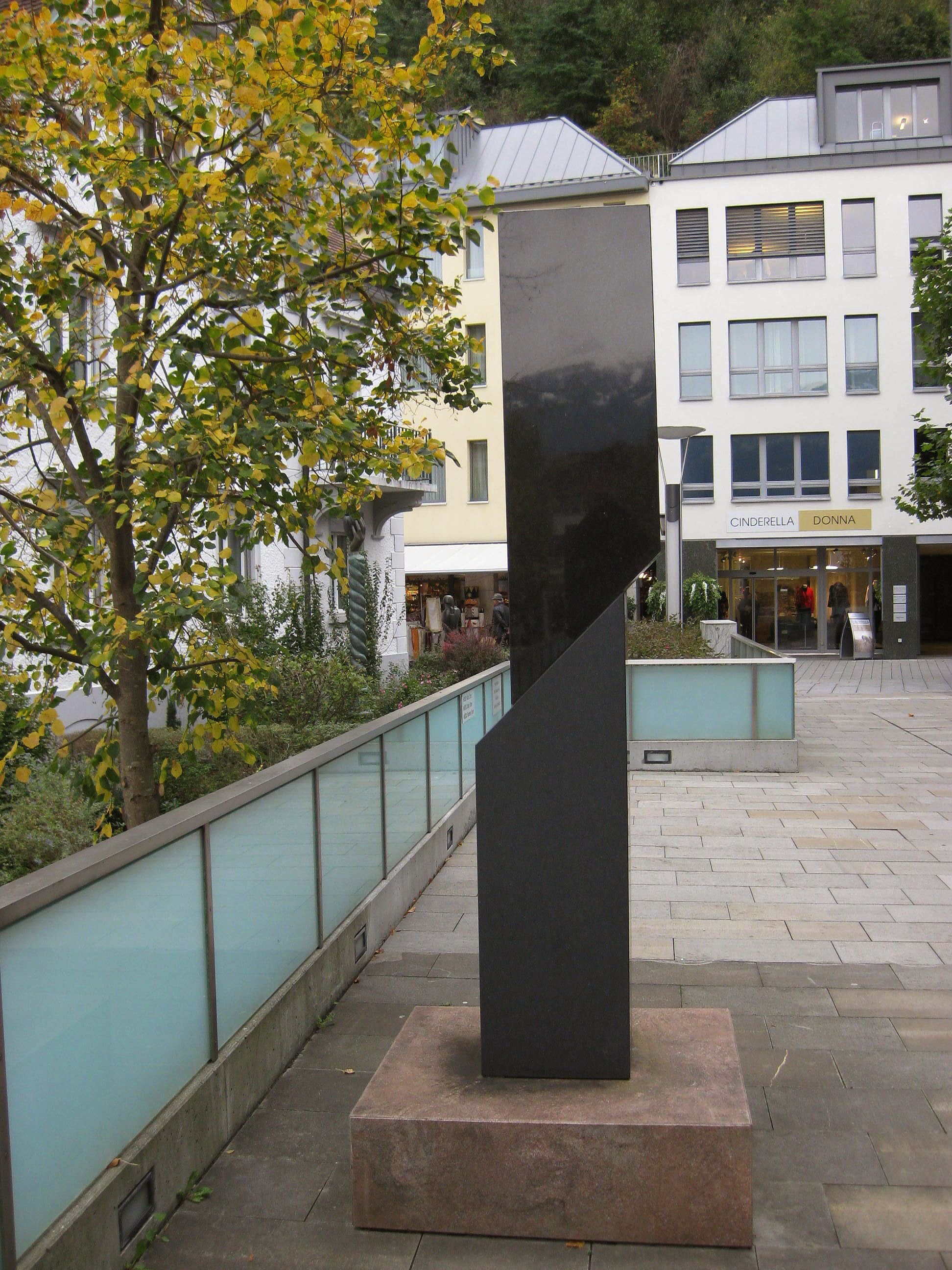
Division (1989) in Vaduz
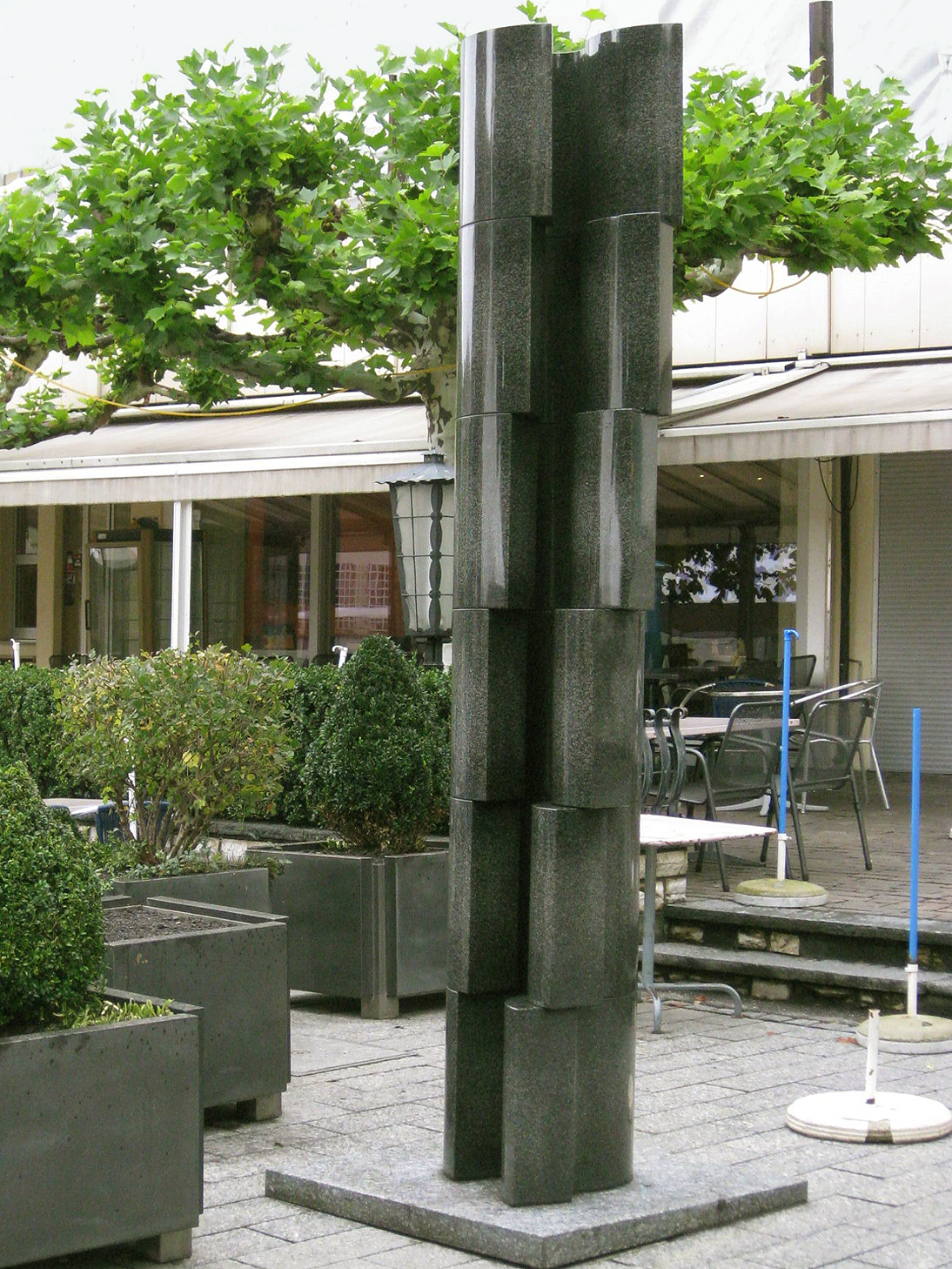
Monoform 29 (1991) in Vaduz
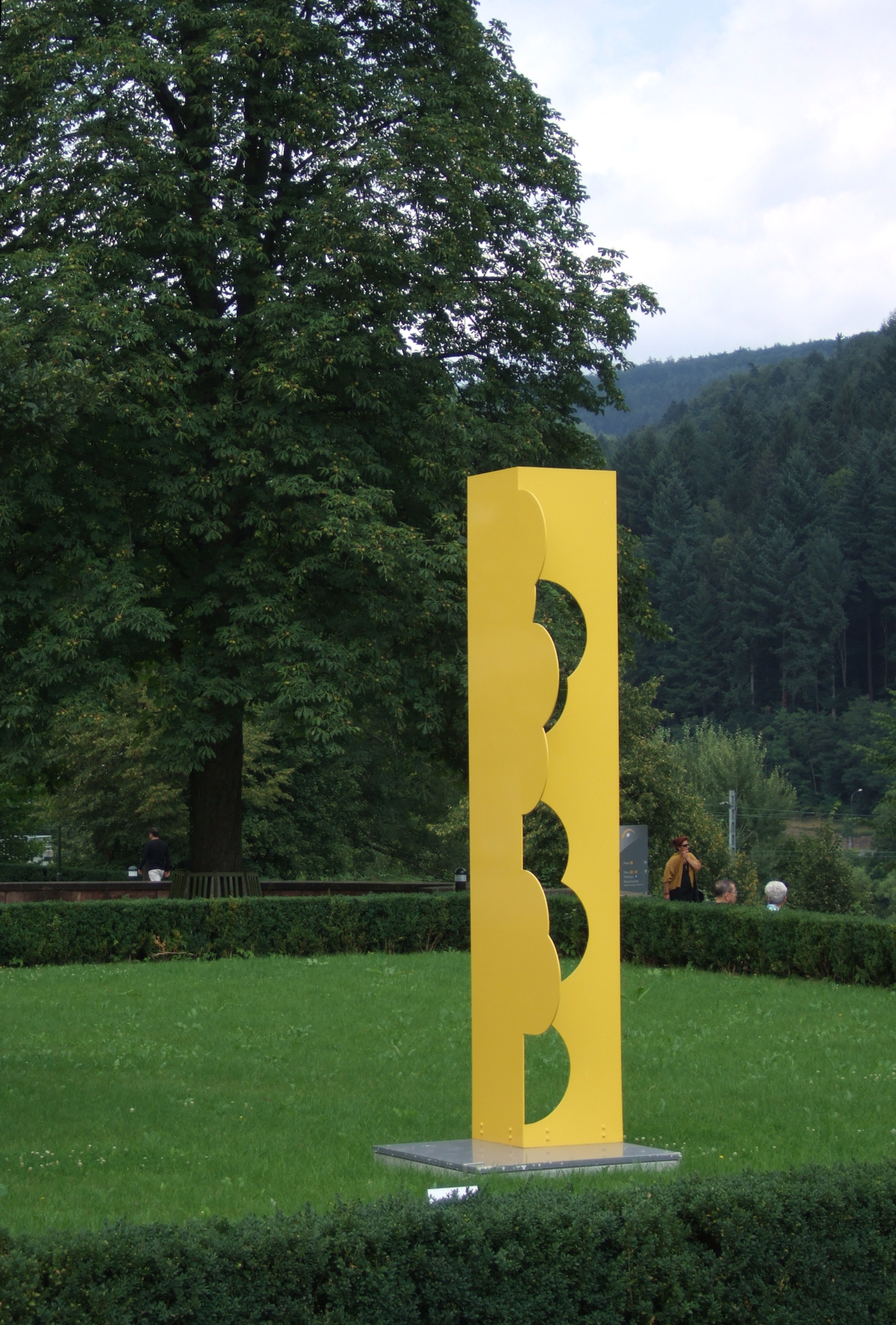
Gelbe Pliage C115 (2001), Skulpturenpark Heidelberg
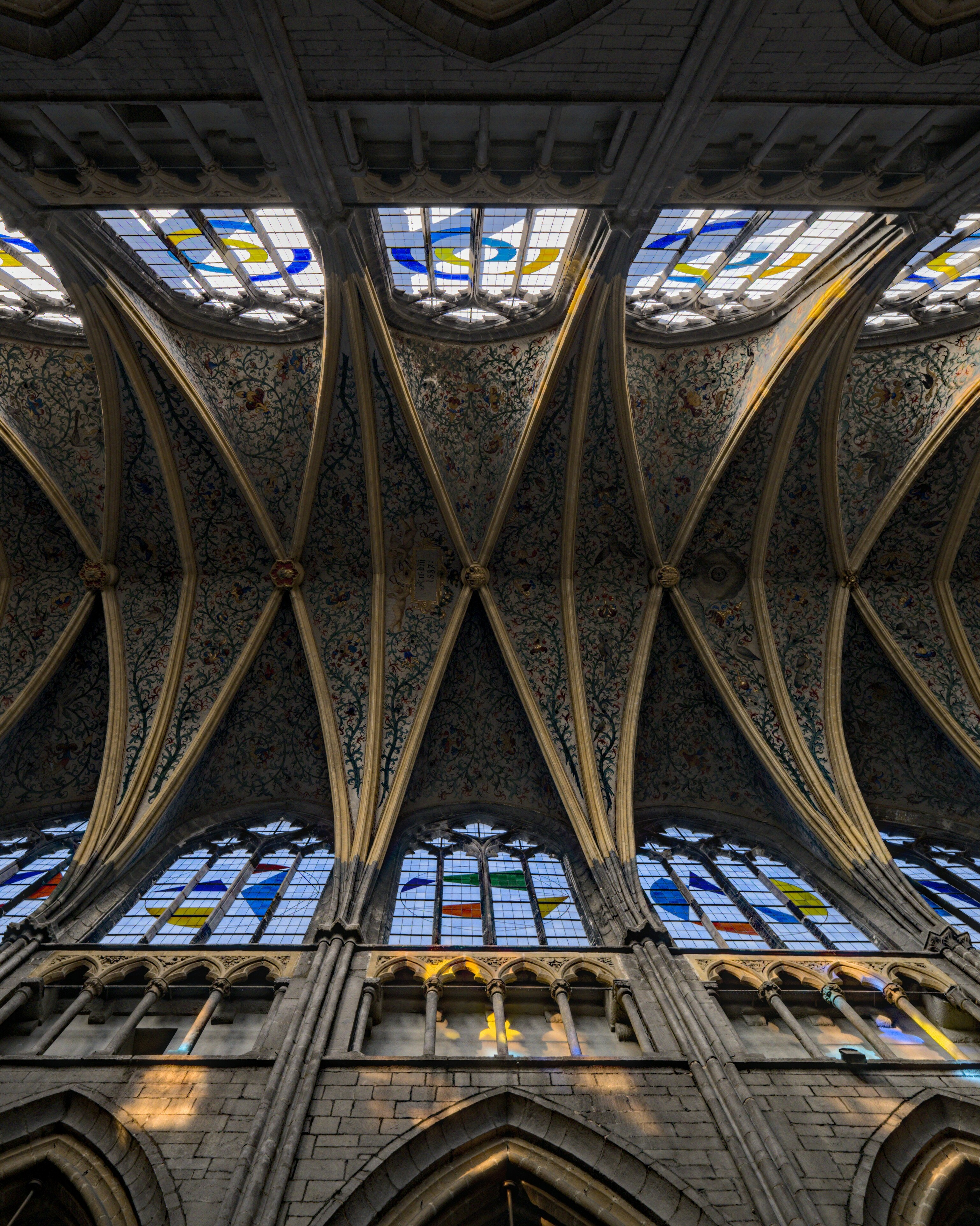
bovenlichten van de Sint-Pauluskathedraal van Luik (2013)